# أكيل ميتشل
أكيل ميتشل (بالإنجليزية: Akil Mitchell) مواليد 26 يونيو 1992 في تشارلوت، هو لاعب كرة سلة محترف أمريكي بدأ مسيرته الاحترافية في سنة 2014 يلعب في الدوري الفرنسي لكرة السلة الدرجة الأولى ويحمل الرقم 25. يبلغ طوله 6 قدم 9 بوصة (2.1 م).

## روابط خارجية
- أكيل ميتشل على موقع الاتحاد الدولي لكرة السلة (الإنجليزية)
- أكيل ميتشل على موقع دوري كرة السلة الياباني للمحترفين (اليابانية)
- أكيل ميتشل على موقع سبورتس رفرنس (الإنجليزية)
- أكيل ميتشل على موقع كرة السلة الأوروبية.كوم (الإنجليزية)
- أكيل ميتشل على موقع إي إس بي إن.كوم (الإنجليزية)
- أكيل ميتشل على موقع كلية كرة السلة في سبورتس رفرنس.كوم (الإنجليزية)
- أكيل ميتشل على موقع ريلجم (الإنجليزية)
- أكيل ميتشل على موقع بروبوليرز (الإنجليزية)
- أكيل ميتشل على موقع سبورتس رفرنس (الإنجليزية)
- أكيل ميتشل على موقع سبورتس رفرنس (الإنجليزية)